# Novadrymadusa
Novadrymadusa is een geslacht van rechtvleugeligen uit de familie sabelsprinkhanen (Tettigoniidae). De wetenschappelijke naam van dit geslacht is voor het eerst geldig gepubliceerd in 2002 door Demirsoy, Salman & Sevgili.

## Soorten
Het geslacht Novadrymadusa omvat de volgende soorten:
- Novadrymadusa karabagi Demirsoy, Salman & Sevgili, 2002
- Novadrymadusa kurda Uvarov, 1930